# Missió de Suport de les Nacions Unides a Haití
La Missió de Suport de les Nacions Unides a Haití (UNSMIH) fou creada arran la Resolució 1063 del Consell de Seguretat de les Nacions Unides de 28 de juny de 1996, per substituir la Missió de les Nacions Unides a Haití (UNMIH). Va tenir lloc entre juliol de 1996 i juliol de 1997 i tenia com a objectiu promoure el desenvolupament d'una nova força policial a Haití, que més tard es va formar amb la Missió de Transició de les Nacions Unides a Haití (UNTMIH).
La seu de la UNSMIH era a Port-au-Prince, el seu cap com a Representant Especial del Secretari General era el veneçolà Enrique Ter Horst, i el cap militar era el General de Brigada J.R.P. Daigle de Canadà i per al component policial Coronel Robert Pigeyre de França. El personal de la UNSMIH va ser subministrat per Algèria, Bangladesh, Benín, Djibouti, França, Índia, Canadà, Mali, Pakistan, Rússia, Togo, Trinitat i Tobago i els Estats Units.
Al final del seu mandat era composta per 1.525 efectius militars i de policia, inclosos 225 oficials de policia civil i 1.300 efectius militars. A la missió, un oficial de policia civil de la tropa de la UNSMIH va morir.